# Karel Burian

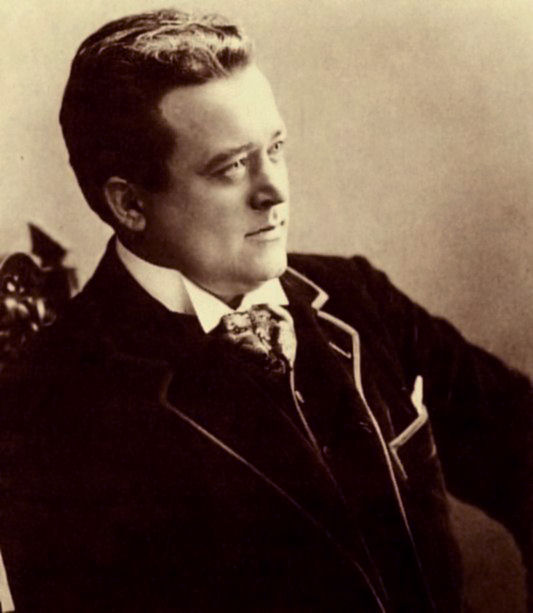
Karel Burian

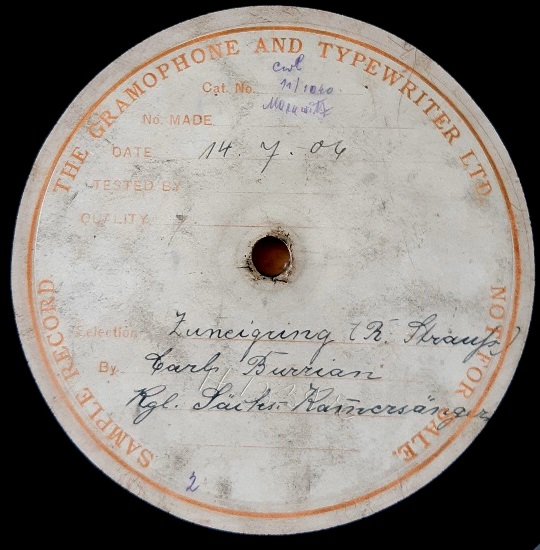
Testpressung einer frühen Aufnahme von Karel Burian (Berlin 1906)

Karel Burian, auch Carl Burrian und Karl Burian (* 12. Januar 1870 in Rousínov, Österreich-Ungarn; † 25. September 1924 in Senomaty, Tschechoslowakei) war ein böhmisch-tschechischer Opernsänger der Stimmlage Tenor.

## Leben und Angehörige
Karel Burian war der Sohn eines Tischlers, Bruder des Sängers Emil Burian (1876–1926) und Onkel dessen Sohns Emil František Burian (1904–1959), eines Regisseurs, Dramatikers der radikalen Linken und Kulturpolitikers, und absolvierte als begabter Schüler das akademische Gymnasium in Prag, studierte danach 1889 bis 1891 Rechtswissenschaften an der Prager Karls-Universität und nahm gleichzeitig eine Gesangsausbildung an der Prager Musikakademie als Schüler von Morice Wallerstein.
Als Tenorist begann Karel Burian seine Gesangskarriere 1891 in Brünn, wo er in Smetanas Oper Dalibor den Jeník sang. 1892 versuchte er vergeblich im Nationaltheater in Prag eine Rolle zu bekommen, machte danach Karriere im Ausland und feierte Erfolge in Reval (1882/1893), Aachen (1893), Köln (1894/1896) Hannover (1896/1898) und Hamburg (1898/1900).
In der Spielzeit 1900/1901 feierte er am Nationaltheater in Prag große Erfolge, anschließend an der Hofoper in Budapest und war 1902 bis 1910 erster Heldentenor an der Hofoper in Dresden. Dort sang er vor allem in Werken von Richard Wagner und in der Uraufführung der Oper Salome von Richard Strauss den König Herodes. Es folgten Auftritte mit Ema Destinnová in Berlin; dann gastierte er an der Hofoper in Wien (1912/1913), am Deutschen Theater (1915) und am Nationaltheater in Prag (1918/1919 und 1922). Er gab zahlreiche Gastspiele im In- und Ausland u. a. an der Metropolitan Opera in New York, darunter auch in Darbietungen, die von Gustav Mahler oder Arturo Toscanini dirigiert wurden.
Nach 1919 erkrankte Karel Burian an den Stimmbändern, kehrte 1922 kurzzeitig auf die Bühne zurück. Auf einer Tournee durch die Slowakei erkrankte er schwer und verbrachte einige Wochen im Krankenhaus. Er starb mit 54 Jahren in seiner Heimatgemeinde.

## Würdigung
Karel Burian hatte eine volle, schöne, edle Tenorstimme, die leicht in die Stimmlage des Baritons gleitet. Er war nicht nur ein ausgezeichneter Sänger, sondern auch ein sehr guter Schauspieler. Er sang in sechs verschiedenen Sprachen Rollen von Helden, aber auch lyrische Texte. Nach dem Auftritt in der Metropolitan Opera wurde er als „tschechischer Caruso“ bezeichnet. Enrico Caruso selbst sagte über ihn: „Burian kann alles singen, ich nur Etwas.“ Mit großer Einfühlungsgabe spielte er auch Rollen aus den Opern von Bedřich Smetana.